# 向阳镇 (紫阳县)
向阳镇，是中华人民共和国陕西省安康市紫阳县下辖的一个乡镇级行政单位。

## 行政区划
向阳镇下辖以下地区：
向阳街道社区、高坝村、月池村、悬鼓村、指凤村、马颈村、贾坪村、营梁村、金盆村、火垭村、江河村、院墙村、银锭村、钟林村、芭蕉村、鸡鸣村、显钟村、三营村和天生桥村。